# Поливанов, Николай Петрович
Никола́й Петро́вич Полива́нов (1 февраля 1771 — 5 апреля 1839) — российский полковник, участник штурма Измаила. Из дворянского рода Поливановых.

## Биография
Сын гвардии капитана Преображенского полка Петра Матвеевича Поливанова (1723—05.02.1790) от его брака с княжной Евдокией Никитичной Барятинской, устроительницей каменной церкви в с. Козлятьеве.
Поступил на службу в 1787 году подпрапорщиком в Преображенский полк. Был волонтёром в гребной флотилии в Финском заливе. В 1789 году принимал участие в кампании против шведов. В том же 1789 году перешёл в Армию Суворова, и принял участие в кампании против турок при осаде Бендер, Килии, принимал участие в штурме Измаила. Участвовал в кампании против поляков в Польше и Литве, при Кобрине, Крупчичах и Брест-Литовске, участвовал в штурме Праги и взятии Варшавы. 26 октября 1794 года награждён золотым оружием «За храбрость».
В 1798 году произведён в должность подполковника, перешёл в Конноегерский, а затем и в Сумский полк, командуя которым, в 1799 году, принимает участие в Швейцарском походе против французов под Цюрихом и за Рейном в сражении при Шлате. От Суворова имел поручение вести переговоры с Баварским правительством о проходе русских войск через Баварию. По особому поручению производил расчеты с Австрийским правительством по продовольственной части. Несколько раз назначался парламентёром, из-за особого дипломатического умения вести переговоры.
В 1799 году во время битвы при Цюрихе находился в корпусе Римского-Корсакова и был послан парламентёром к Массена в критический момент сражения. С помощью военной хитрости, жертвуя своею жизнью, под Цюрихом, он спас до 2000 человек тем, что поехал в неприятельский лагерь к главнокомандующему генералу Массена и, под предлогом переговоров с ним, остановил на пять часов действие неприятельской артиллерии, дав эти самым возможность отрезанным русским войскам соединиться с главным корпусом, без всякой потери. Генерал Массена, увидав отступление своих войск, тогда сказал Н. П. Поливанову: «Vous me payerez ça de votre tête» (рус. Вы заплатите за это головой), на что Поливанов ответил: «Que vaut ma tête quand l’armée est sauvée» (рус. Что стоит моя голова, когда армия спасена). После этого он был арестован. После своего освобождения, Поливанов посетил раненых русских пленных, которым оказал, своим посредничеством перед Массена, неоценимую услугу и помощь.
За этот подвиг получил чин полковника и именной рескрипт от императора Павла I с выражением монаршего благоволения. Прусским правительством был награждён орденом «Pour le Mérite». Награждение Поливанова баварским орденом Золотого льва имеет два возможных объяснения: по одному из них орден был прислан баварским курфюрстом Максимилианом IV Иосифом для старшего адъютанта А. В. Суворова. Курфюрст решил, что это Поливанов, ведший переговоры о судьбе русских раненых. Суворов хотел, чтобы этот орден получил Кушников, который посылался к курфюрсту с важным поручением о займе денег на продовольствие войск. В конечном счёте и Поливанов, и Кушников получили эту награду. По другой версии орден получен за переговоры с Баварским правительством о проходе русских войск через Баварию.
В 1802 году был уволен от службы с мундиром. 28 февраля 1803 года снова принят и определён адъютантом к генералу от инфантерии Римскому-Корсакову. 19 января 1805 года был вторично уволен в отставку.
В 1807 году, из личных средств, жертвует на защиту Отечества, шесть пушек на лафетах и шесть ружей.
13 июня 1808 года награждён орденом Святого Владимира 4-й степени. Был избран начальником Покровского ополчения, а во время формирования подвижного ополчения был назначен бригадным командиром. В 1812 году был избран Покровским уездным предводителем дворянства и 1-м кандидатом на должность губернского предводителя, но утверждён так и не был, хотя и получил большее число избирательных голосов, чем его соперник по выборам — князь Михаил Петрович Волконский.
Командир одного из полков Владимирского ополчения, с которым в 1812 году дошёл до Минска. В сентябре-октябре 1812 года стоял с полком в селе Филипповском у Стромынской дороги, преграждая путь неприятелю во Владимирскую губернию. Его портрет имеется в «Русских портретах».

## Семья
Жена (с 14 января 1799 года) — Мария Васильевна Грушецкая (1774—14.02.1827), из дворянского рода Грушецких, дочь полковника Василия Никитича Грушецкого (1747—14.02.1827) и падчерица князя И. Ф. Голицына. В 1819 году Поливанов вместе с женой жили в приходе церкви свмч. Власия, на Старой Конюшенной. Дети:
- Надежда Николаевна (17.01.1802[4]—09.09.1866), крестница бабушки княгини Н. И. Голицыной, похоронена с родителями в с. Благовещенском Варнавинского уезда.
- Пётр Николаевич (1.12.1803 — 9.6.1864) — Гвардии поручик. Служил в гвардейской конной артиллерии, был адъютантом у начальника артиллерии генерала Игнатьева. Погребен в с. Благовещенском Варнавинского уезда. Жена — Екатерина Сергеевна урождённая Норова, сестра министра народного просвещения Авраама Сергеевича Норова.
- Софья Николаевна (рожд. 20.05.1805), замужем (с 13 ноября 1825 года)[5] за поручиком Александром Петровичем Гладковым.
- Любовь Николаевна (рожд. 12.07.1806 — 21.04.1821). Похоронена в селе Козлятьеве под алтарем церкви.
- Вера Николаевна (6.03.1808). Муж — Николай Павлович Бестужев-Рюмин (1790—1848). Отставной капитан, сын Павла Николаевича Бестужева-Рюмина (1760—1826), надворного советника, городничего г. Горбатова, и Екатерины Васильевны Грушецкой (1748 — ум. до 1826) (из рода Грушецких) и брат Михаила Павловича Бестужева-Рюмина.